# 賈準
賈凖（1495年—？），字惟一，號華西，陝西西安府咸寧縣人，民籍，明朝政治人物。

## 生平
嘉靖四年（1525年）乙酉科陝西鄉試第五十七名舉人，八年（1529年）中式己丑科會試第二百七名，三甲第二十七名進士。授行人司行人，十六年（1535年）四月升監察御史，出為鳳陽府知府，二十三年（1544年）正月考察閒住。

## 家族
曾祖賈讓；祖父賈林；父賈富，母郭氏。重慶下。弟賈斗。